# Écluse de Négra
L'écluse de Négra est une écluse à chambre unique sur le canal du Midi près du village de Villefranche-de-Lauragais dans le Languedoc. 

## Description
Construite vers 1670, l'écluse de Négra se trouve à 33,3 km de Toulouse (Ponts-Jumeaux). Il y a une petite chapelle près de l'écluse ainsi qu'un pont-canal de briques rouges qui permet au canal d'enjamber la Thésauque, un affluent de l'Hers-Vif.
L'écluse de Négra, ascendante dans le sens ouest-est, se trouve à une altitude de 166 m. Les écluses adjacentes sont l'écluse de Laval à l'est et l'écluse du Sanglier à l'ouest.
L'écluse est inscrite au titre des monuments historiques depuis 1998.

## Au cinéma
Un des lieux de tournage de La Veuve Couderc